# اچ‌ام‌اس کیوریکس (۱۸۰۴)
اچ‌ام‌اس کیوریکس (۱۸۰۴) (به انگلیسی: HMS Curieux (1804)) یک کشتی است. این کشتی در سال ۱۸۰۰ ساخته شد.